# Unterfladnitz
Unterfladnitz là một đô thị thuộc huyện Weiz thuộc bang Steiermark, nước Áo. Đô thị Unterfladnitz có diện tích 15,83 km², dân số thời điểm cuối năm 2005 là 1521 người.